# 一加一等於阿儀
一加一等於阿儀是一首香港粵語流行曲，由Monsterz怪獸作歌及填詞；Mux Ryzor編曲；郭文翰監製；薛影儀演唱，歌曲於2023年4月5日由亞洲心動娛樂在YouTube網站推出，截至2024年2月21日，官方平台的觀看次數衝破200萬次。

## 創作與製作

### 背景
2021年，薛影儀應邀參與演繹賀年歌曲財神888並拍攝音樂短片，獲得不同的迴響，當中有網民認為薛影儀在音樂短片中的出鏡率太少，希望她能夠推出獨唱歌曲。薛影儀其後宣佈以歌手身份出道，並推出第一首個人主唱歌一加一等於阿儀。

### 創作
一加一等於阿儀由馬來西亞音樂人Monsterz怪獸（李永升）創作及填詞，薛影儀亦參與了部分歌詞的創作。此歌時長2分40秒，以
拍的B小調創作，每分鐘105拍，屬於節拍強勁的舞曲。

### 製作
歌曲於馬來西亞灌錄，音樂短片分別在馬來西亞及香港取景拍攝，當中香港的拍攝景點包括中環荷李活道、蘭桂坊、尖沙咀梳士巴利道、星光大道、金魚街、女人街、園圃街雀鳥花園等，拍攝時間約十六小時。薛影儀在音樂短片共有8個造型，包括假髮、毛衣等，並配搭多款名牌手袋，製作費超過港幣十萬元。
以下是此歌的幕後製作人員名單（按音樂短片所列名單）：
- 作曲：Monsterz怪獸
- 填詞：Monsterz怪獸
- 編曲：Mux Ryzor
- 和聲：莊啟馨
- 製作：郭文翰
- 配唱製作：郭文翰
- 錄音師：郭文翰
- 錄音助理：潘泇燊
- 混音、母帶後期處理：郭文翰

## 發行
2023年4月5日由亞洲心動娛樂發行至各主要音樂串流平台。

## 反響
2023年3月31日，薛影儀在社交平台公開一加一等於阿儀的7秒宣傳片，並留言「齊齊倒數4月5號。 #一加一等於阿儀 #薛影儀首支個人單曲」，宣布歌曲於4月5日推出，吸引了網民留言，有網民表示看了該片段30次，亦有網民稱讚薛影儀是「2023年最佳女新人」、「準備由一姐升做天后」，並揚言要將這首歌推上叱咤樂壇流行榜，令她贏得女新人獎、女歌手金獎等獎項。
2023年4月5日，此歌的音樂短片於在YouTube網站推出，在24小時內錄得超過三十二萬觀看次數，評論指薛影儀在音樂短片中只有幾個舞步動作，以木訥的表情演出，但片段經剪接師剪接後，看起來具有節奏感，而歌詞「baby baby baby honey honey honey baby baby baby 阿儀」甚為洗腦，有網民表示看完音樂短片後有血脈沸騰的感覺，薛影儀唱歌時咬字尚算清晰，聽眾不用看字幕亦能夠清楚聽到歌詞，亦有人指薛影儀是香港娛樂圈唯一清泉。時任香港立法會議員何俊賢在社交平台表示，這首歌推出後的21小時觀看次數達三十萬，而大部份的留言都是真實評價，他認為歌曲在清明節推出有此成績是祖先顯靈，並表示很佩服發掘薛影儀的人。
2023年4月12日，〈一加一等於阿儀〉MV發佈了七日已突破100萬人觀看，阿儀更「找數」打扮成《美女與野獸》的貝兒公主入主題樂園，大派福利答謝大家支持，不過被園方拒之門外。叧外，薛影儀在音樂短片的舞姿亦受到注目，引來多位藝人發表模仿片段，如徐浩昌、同樣叫「阿儀」的TVB女藝人羅毓儀等。

## 外部連結
- 薛影儀《一加一等於阿儀》MV （页面存档备份，存于）. AMM 亞洲心動娛樂 Hong Kong. 2023-04-05